# ماليا (إراكليون)
ماليا (Μάλια) هي مدينة في إراكليون في اليونان.
هي قرية سياحية تجتذب عدد كبير من السياح خصواصا في أشهر الصيف حيث تشتهر في الملاهي الليليه والرياضات المائية 